# Sierre (distrikt)
District de Sierre är ett av de 14 distrikten i kantonen Valais i Schweiz. Distriktet ligger i den franskspråkiga delen av kantonen.

## Indelning
Distriktet består av tio kommuner:
| Vapen         | Namn          | Invånare 2023-12-31 | Yta i km² |
| ------------- | ------------- | ------------------- | --------- |
| Anniviers     | Anniviers     | 2 773               | 243,37    |
| Chalais       | Chalais       | 3 905               | 24,34     |
| Chippis       | Chippis       | 1 599               | 1,97      |
| Crans-Montana | Crans-Montana | 10 488              | 59,66     |
| Grône         | Grône         | 2 557               | 20,72     |
| Icogne        | Icogne        | 634                 | 24,83     |
| Lens          | Lens          | 4 536               | 13,98     |
| Noble-Contrée | Noble-Contrée | 4 677               | 6,50      |
| Saint-Léonard | Saint-Léonard | 2 613               | 3,89      |
| Sierre        | Sierre        | 17 663              | 19,13     |